# Mike Vogel
Michael James Vogel (Abington, Pensilvania; 17 de julio de 1979) es un actor y modelo estadounidense que ha trabajado en películas como Dicen Por Ahí... (2005), Blue Valentine (2010) y The Help (2011). Ganador del Premio del Sindicato de Actores al mejor reparto.

## Biografía
Mike Vogel nació el 17 de julio de 1979 en Abington, Pensilvania (Estados Unidos). Creció en la localidad de Warminster, también en el estado de Pensilvania. Tiene dos hermanos menores, Daniel Aaron y Cristina. Asistió a la William Tennent High School, donde formó parte del equipo de lucha. Durante los años 2000 viajó en numerosas ocasiones a Nueva York para hacer audiciones con el fin de trabajar como actor o modelo. Contrajo matrimonio con la exmodelo Courtney Vogel en enero de 2003 y ha tenido dos hijas y un hijo, Cassy Reneé Vogel (nacida el 20 de febrero de 2007), Charlee B. Vogel (nacida el 2 de junio de 2009)y Gabriel James Vogel (nacido en 2013).

## Carrera
Vogel empezó a trabajar como modelo para Levi's y consiguió un papel recurrente en la serie de televisión Grounded for Life entre 2001 y 2004. Su primera participación relevante en el cine se produjo con la película de terror The Texas Chainsaw Massacre (2003). En 2005 participó en Havoc junto a Anne Hathaway, que fue estrenada directamente para vídeo; y en la comedia romántica Dicen Por Ahí... con Jennifer Aniston y Kevin Costner. Interpretó a Christian en el remake de Poseidón (2006), siendo el film más taquillero de su carrera con 181 millones de dólares internacionalmente.
En 2008 participó en Cloverfield y más tarde llegarían personajes secundarios en She's Out of My League (2010) y el drama Blue Valentine (2010). En 2011 se unió a los repartos de The Help, por la que recibió el Premio del Sindicato de Actores al mejor reparto, y de la serie de televisión Pan Am, protagonizada por Christina Ricci.
Desde 2013 hasta 2015 apareció en la serie de la CBS Under the Dome interpretando a Dale "Barbie" Barbara. La serie fue cancelada tras la tercera temporada.

## Filmografía

### Cine
| Año  | Título                                |
| ---- | ------------------------------------- |
| 2003 | Grind                                 |
| 2003 | Too Bad About Your Girl               |
| 2003 | The Texas Chainsaw Massacre           |
| 2005 | The Sisterhood of the Traveling Pants |
| 2005 | Supercorss                            |
| 2005 | Havoc                                 |
| 2005 | Dicen Por Ahí...                      |
| 2005 | Poseidón                              |
| 2006 | Caffeine                              |
| 2007 | The Deaths of Ian Stone               |
| 2008 | Cloverfield                           |
| 2009 | Across the Hall                       |
| 2009 | Open Graves                           |
| 2010 | She's Out of My League                |
| 2010 | Blue Valentine                        |
| 2010 | Heaven's Rain                         |
| 2011 | What's Your Number?                   |
| 2011 | The Help                              |
| 2014 | McCanick                              |
| 2017 | The Case Of Christ                    |
| 2019 | Secret Obsession                      |
| 2020 | Fantasy Island                        |

### Televisión
| Año       | Título                                | Notas         |
| --------- | ------------------------------------- | ------------- |
| 2001-2004 | Grounded for Life                     | 15 Episodios  |
| 2003      | Wuthering Heights                     |               |
| 2004      | Grounded for Life                     |               |
| 2009      | Empire State                          |               |
| 2010      | Miami Medical                         | 13 Episodios  |
| 2011      | Pan Am                                |               |
| 2013      | Bates Motel                           |               |
| 2013-2015 | Under the Dome                        | 26 Episodios  |
| 2014      | En mis sueños                         |               |
| 2015      | No Memories About You                 | 105 episodios |
| 2015      | Childhood's End                       |               |
| 2018      | The Brave                             |               |
| 2021      | Sexo/Vida                             |               |
| 2021      | American Horror Story: Double Feature |               |

## Premios y nominaciones
| Año  | Otorga                           | Premio                                 | Trabajo       | Resultado |
| ---- | -------------------------------- | -------------------------------------- | ------------- | --------- |
| 2012 | Premios del Sindicato de Actores | Mejor reparto                          | The Help      | Ganó      |
| 2016 | Premios del Sindicato de Actores | Mejor actor antagónico: Dimitri Miller | Sin Recuerdos | Ganó      |